# Étiologie
En médecine, l’étiologie (ou étiopathogénie) est l'étude des causes et des facteurs d'une maladie. Ce terme est aussi utilisé dans le domaine de la psychiatrie et de la psychologie pour l'étude des causes des maladies mentales. L'étiologie définit l'origine d'une maladie en fonction de signes ou symptômes, c'est-à-dire en jargon médical de ses manifestations sémiologiques.
En littérature, on parle de récit ou de conte étiologique lorsqu'une histoire, orale ou écrite, a pour but de donner une explication imagée à un phénomène ou une situation, dont on ne maîtrise pas l'origine. En philosophie, l’étiologie est l'étude de l'ensemble des causes d'un phénomène.

## Définition
L'étiologie est l'étude de la causalité ou de l'origine. Le mot est dérivé du grec ancien αἰτιολογία / aitiología, « recherche, exposition des causes » (αἰτία / aitía, «cause»; et λόγος / lógos, «parole, discours »). L'étiologie (du grec αἰτιολογία / aitiología, « recherche, exposition des causes ») concerne une école philosophique de l'Antiquité s'intéressant à l'étude des causes. Ainsi, l'étiologie est l'étude des causes, des origines, des raisons pour lesquelles les choses sont telles qu'elles sont, ou encore la façon dont elles fonctionnent ; l'étiologie peut également se référer aux causes elles-mêmes. 
Le mot est couramment utilisé en médecine[réf. à confirmer] (concernant les causes et les facteurs de la maladie) et en philosophie, mais aussi en physique, psychologie (pour l'étude des causes des maladies mentales), géographie, analyse spatiale, théologie et biologie, en référence aux causes ou aux origines de divers phénomènes.

## En herméneutique
Le sens étiologique est l'un des trois types de sens littéral identifiés par Thomas d'Aquin, lorsqu'un énoncé a été dit en fonction d'une condition particulière d'énonciation.

## En médecine
En médecine, l'étiologie d'une maladie ou d'une condition se réfère aux études fréquentes pour déterminer un ou plusieurs facteurs, qui se réunissent pour causer la maladie[source insuffisante]. De même, lorsque la maladie est répandue, les études épidémiologiques étudient quels facteurs associés, tels que l’emplacement, le sexe, l’exposition aux produits chimiques, et bien d’autres, rendent une population plus ou moins susceptible d’avoir une condition ou une maladie, aidant ainsi à déterminer son étiologie.
Parfois, la détermination de l’étiologie est un processus imprécis. Dans le passé, l’étiologie de la maladie marine dorénavant connue, le scorbut[réf. à confirmer], était restée longtemps inconnue. Lorsque de grands navires furent construits, les marins commencèrent à prendre la mer pendant de longues périodes et manquaient souvent de fruits et légumes frais. Sans connaître la cause précise, le capitaine James Cook soupçonnait le scorbut d’être causé par le manque de légumes dans l’alimentation.
Intrigué et basé sur ses soupçons, il a forcé son équipage à manger de la choucroute tous les jours. Il y a eu des résultats positifs. Il en a donc déduit qu'en mangeant cela, il empêchait le scorbut, même s’il ne savait pas exactement pourquoi. Il a fallu encore environ deux cents ans pour découvrir l’étiologie précise: le manque de vitamine C dans l’alimentation d’un marin.

### Exemples
- Conditions héréditaires : l'hémophilie, un trouble qui entraîne des saignements excessifs
- Troubles métaboliques et endocriniens ou hormonaux : ce sont des anomalies dans la signalisation chimique et l’interaction dans le corps. Par exemple, le diabète sucré ou mellitus est une maladie endocrinienne qui cause une glycémie élevée.
- Troubles néoplasiques ou cancer : les cellules du corps deviennent incontrôlées.
- Problèmes d’immunité : tels que les allergies, qui sont une réaction excessive du système immunitaire.

## En mythologie
Un mythe étiologique, ou mythe d’origine, est un mythe destiné à expliquer les origines des pratiques culturelles, des phénomènes naturels, des noms propres etc.
Dans le passé, lorsque de nombreux phénomènes physiques n’étaient pas bien compris ou bien lorsque les histoires n’étaient pas notés, des mythes survenaient souvent pour fournir des étiologies.
Ainsi, un mythe étiologique[réf. à confirmer], ou mythe d’origine, est un mythe qui a surgi, a été raconté au fil du temps ou a été écrit pour expliquer les origines de divers phénomènes sociaux ou naturels. Par exemple, l’Énéide de Virgile est un mythe national écrit pour expliquer et glorifier les origines de l’Empire romain.
En théologie, de nombreuses religions ont des mythes de création expliquant les origines du monde ou sa relation avec les croyants.

## Pédagogie et imaginaire
On parle de conte étiologique lorsqu'une histoire a pour but de donner une explication imagée à un phénomène ou une situation dont on ne maîtrise pas l'origine scientifiquement. Exemple : Pourquoi les chiens n'aiment-ils pas les chats ? Ce type de littérature est très ancien et attesté dans la tradition orale. Les premiers récits écrits sont souvent basés sur ces traditions. Les Métamorphoses, d'Ovide (43 av. J.-C.) en sont un exemple déjà tardif et érudit, inspiré des Heteroeumena de Nicandre de Colophon (IIe siècle av. J.-C.). Dans Histoires comme ça (Just so Stories), Rudyard Kipling renoue de façon fantaisiste avec la tradition étiologique, qui sert de ressort à chacun de ses contes : pourquoi les éléphants ont-ils une trompe ? (L'Enfant d'éléphant) ; comment est née l'écriture ? (Comment naquit la première lettre ?).